# Laurie Scott (Fußballspieler)
Lawrence „Laurie“ Scott (* 23. April 1917 in Sheffield; † 18. Juli 1999 in Barnsley) war ein englischer Fußballspieler.

## Leben und Karriere
Scott begann als Jugendlicher seine Karriere bei Bradford City. Im Februar 1937 unterschrieb er einen Vertrag beim FC Arsenal, wo er zwei Jahre in der Reservemannschaft spielte. Nach Ausbruch des Zweiten Weltkriegs  diente Scott in der Royal Air Force als Ausbilder, spielte gleichzeitig aber noch beim FC Arsenal. Sein offizielles Teamdebüt für die Gunners gab er nach dem Krieg 1946 gegen West Ham United. Als Außenverteidiger spielte er bis 1951 im Highbury, gewann mit den Gunners 1948 die englische Meisterschaft und 1950 den englischen Pokal. Von 1951 bis 1954 war er Spielertrainer bei Crystal Palace, danach trainierte er die Amateurvereine FC Hendon und Hitchin Town. International spielte Scott 33 Mal für die englische Fußballnationalmannschaft und war im Aufgebot der Fußball-Weltmeisterschaft 1950 in Brasilien, kam dort aber zu keinem Einsatz. Sein Debüt für England gab er im September 1946 gegen Nordirland. Scott starb 1999 im Alter von 84 Jahren an einer langwierigen Krankheit.

## Erfolge
- 1 × Englischer Meister mit dem FC Arsenal 1948
- 1 × Englischer Pokalsieger mit dem FC Arsenal 1950
- Teilnahme an der Fußball-WM 1950